# Kabuki-za
O Kabuki-za (歌舞伎座) é o principal teatro cabúqui situado no distrito de Ginza, no bairro de Chuo, em Tóquio, no Japão.

## História
O teatro Kabuki-za foi inaugurado oficialmente a 21 de novembro de 1889 pelo jornalista da era Meiji, Fukuchi Gen'ichirō, que escreveu as peças cabúquis onde Ichikawa Danjūrō IX e os outros atores participaram. Fukuchi Gen'ichirō deixou de gerir o teatro, após a morte de Ichikawa Danjūrō IX em 1903. O teatro é gerido atualmente pela Corporação Shochiku, que assumiu a direção em 1914.
A estrutura original do teatro Kabuki-za era de madeira, e foi construída em 1889 nas terras que pertenciam ao clã Hosokawa de Kumamoto, e ao clã Matsudaira da antiga província de Izu.
O edifício do teatro foi destruído por um incêndio elétrico a 30 de outubro de 1921. O teatro de estilo arquitetónico tradicional japonês foi reconstruído em 1922 por Shin'ichirō Okata, para ter suporte à prova de fogo, que utilizou também os materiais de construção e equipamentos de iluminação ocidentais. No entanto, a reconstrução não foi concluída após o teatro ter sido queimado durante o grande sismo de Kantō em 1923, e só viria a ser restaurado em 1924.
Durante a Segunda Guerra Mundial, o teatro foi destruído pelos bombardeamentos dos países aliados que se opuseram às Potências do Eixo. O teatro foi restaurado em 1950 por Isoya Yoshida, que preservou o estilo arquitetónico da reconstrução de 1924, e até recentemente foi considerado um dos edifícios teatrais mais tradicionais de Tóquio.
A estrutura datada de 1950 foi demolida na primavera de 2010, e reconstruída no período de três anos depois, para que houvesse suporte contra terramotos e por questões de acessibilidade. Entre janeiro e abril de 2010, foram realizadas as peças teatrais de despedidas, intituladas Kabuki-za Sayonara Kōen (歌舞伎座さよなら公演, "As Representações de Despedidas do Kabuki-za"). O teatro foi restaurado e reprojetado em 2013 por Kengo Kuma.

## Arquitetura
O estilo arquitetónico do teatro em 1924 era de aspeto revivalista barroco japonês, que pretendia evocar os detalhes arquitetónicos dos castelos japoneses, e também dos templos do período pré-Edo. Este estilo foi mantido após a reconstrução do teatro no período pós-guerra e também na reconstrução de 2013.
Durante a última reconstrução, o teatro recebeu quatro cortinas designadas por doncho, que foram produzidas por artistas de estilo nihonga, para refletir as diferentes estações.